# 抑制性突觸後電位

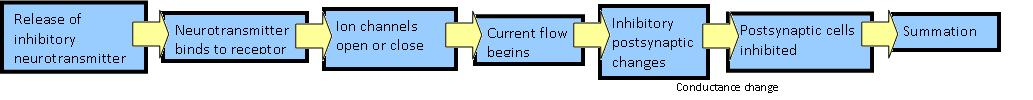
描述了抑制性突觸後神經電位如何從神經遞質釋放到累加的流程圖

抑制性突觸後神經電位（英語：Inhibitory postsynaptic potential，IPSP）是一種突觸後電位，可使突觸後神經元降低產生動作電位的可能。1950年代和1960年代，David P. Lloyd、John Eccles和RodolfoLlinás首先在運動神經元中研究IPSP。與之相反的是興奮性突觸後電位，它是一種使突觸後神經元更可能產生動作電位的突觸電位。IPSP可以發生在所有化學突觸中，這些突觸使用神經遞質的分泌來產生細胞間的信號傳遞。抑制性突觸前神經元釋放神經遞質，然後再與突觸後受體結合。這引起突觸後神經元的細胞膜對特定離子的通透性改變。產生改變突觸後膜電位以產生更多負突觸後電位的電流，即突觸後膜電位變得比靜止膜電位更負，這被稱為超極化。為了產生動作電位，突觸後神經元的細胞膜必須去極化，即膜電位必須達到比靜止膜電位更正的電壓閾值。因此，突觸後膜的超極化使得在突觸後神經元發生去極化並產生動作電位的可能性較小。